# Ledce (Mladá Boleslav)
Ledce é uma comuna checa localizada na região da Boêmia Central, distrito de Mladá Boleslav.